# العلم الآشوري
العلم الآشوري (بالسريانية: ܐܬܐ ܐܬܘܪܝܬܐ أو ܐܬܐ ܕܐܬܘܪ)‏ هو العلم الذي اختاره الشعب الآشوري لتمثيل الأمة الآشورية في الوطن وحول العالم .
قام جورج بت أتانوس بتصميم العلم لأول مرة عام 1968؛ لقد تم تبني العلم الاتحاد الآشوري العالمي، والاتحاد الوطني الآشوري، وحزب بيت نهرين الديمقراطي في عام 1971. للعلم خلفية بيضاء مع دائرة ذهبية في الوسط، محاطة بنجمة ذات أربع نقاط باللون الأزرق. تربط أربعة خطوط ثلاثية (حمراء وبيضاء وزرقاء)، متموجة، المركز بأركان العلم الأربعة. تظهر في العلم شخصية الإله الآشوري في فترة ما قبل المسيحية آشور، والمعروف في أيقونة العصر الحديدي، فوق المركز.

## الرمزية
الدائرة الذهبية في المركز التي تمثل الشمس، والتي، من خلال النيران المنفجرة والقفز عليها، تولد الحرارة والضوء من أجل الحفاظ على الأرض وجميع الكائنات الحية. ترمز النجمة الأربعة المدببة المحيطة بالشمس إلى الأرض، ويرمز لونها الأزرق الفاتح إلى الهدوء.
تمثل الخطوط المتموجة الممتدة من المركز إلى أركان العلم الأربعة الأنهار الرئيسية الثلاثة للوطن الآشوري: دجلة والفرات والزاب الكبير. الخطوط صغيرة في الوسط وتصبح أكثر اتساعًا عند انتشارها من الدائرة. يمثل اللون الأزرق الداكن الفرات. إن الخطوط الحمراء، التي تدل ألوانها الحمراء على الشجاعة والمجد والفخر، تمثل نهر دجلة. ترمز الخطوط البيضاء بين النهرين العظيمين إلى الزاب الكبير؛ اللون الأبيض يرمز إلى الهدوء والسلام. يفسر البعض أن الألوان الأحمر والأبيض والأزرق ستجمع جميع الآشوريين عائدين إلى وطنهم ليقفوا أقوياء ويقاتلوا من أجل ما يريدون وما كسبوه.
النجم على العلم هو رمز النجمة القديم المرتبط بشمش، المعروف أيضًا باسم أوتو، وهو إله الشمس المرتبط أيضًا بكوكب زحل الذي كان يعبد في منطقة بلاد ما بين النهرين القديمة. كان على ما يبدو الإله الذي وفر قوانين إلهية لقادة مثل حمورابي، وأور نمو، وكوديا.
ترمز شخصية الجني المجنح إلى الإله آشور في فترة ما قبل المسيحية.

## الأعلام السابقة

العلم الآشوري صمم قبل الحرب العالمية الأولى وظل مستخدمًا حتى عام 1975

العلم الذي استخدمه المتطوعون الآشوريون خلال الحرب العالمية الأولى

قبل الحرب العالمية الأولى صمم الآشوريون الغربيون من منطقة طور عبدين في تركيا العلم الآشوري الذي تكون من ثلاثة ألوان أفقية هي الوردي والأبيض والأحمر، مع ثلاثة نجوم بيضاء في الرافعة العلوية. تمثل الأشرطة الوردية والبيضاء والحمراء ولاء الشعب الآشوري ونقائه وتصميمه، وتمثل النجوم البيضاء الثلاثة الأسماء أو المكونات الثلاثة للأمة الآشورية، وهم الآشوريين، والسريان، والكلدانيين. تم استخدام هذا العلم خلال اجتماعات الوفد مع السياسيين الآشوريين والقوى الغربية بعد الحرب العالمية الأولى. كما كان أيضًا قيد الاستخدام من قِبل الاتحاد الآشوري الوطني، الذي سمي فيما بعد الاتحاد الآشوري الأمريكي والاتحاد الوطني الآشوري الأمريكي، منذ تأسيسه في عام 1933 حتى عام 1975 عندما اعتمدوا العلم الآشوري الحالي.
خلال الحرب العالمية الأولى، استخدم المتطوعون الآشوريون بقيادة آغا بطرس علمًا أحمر بصليب أبيض. كانت راية أغا بطرس الشخصية هي علم المتطوعين ولكنه مصنوع من الحرير، مع إضافة هامش ذهبي، وكلمات «ثق بالرب واتبع الصليب» مكتوبة بالأشورية فوق الصليب.

## معرض الصور
متغيرات 

العلم الآشوري مع صورة آشور باللون الأحمر (اعتمد في عام 1971).[10]
العلم الآشوري مع صورة آشور في ظلال من الذهب والأزرق، اعتمده التحالف الآشوري العالمي.[5]
العلم الآشوري مع صورة آشور بالذهبي.[11][12]
العلم الآشوري بدون صورة آشور. وقد تم استخدام هذا الإصدار من قبل وحدات حماية سهل نينوى.[13]
علم الشعب الآشوري رأسًا على عقب، يقال أحيانًا إنه يستخدم "أثناء الحرب"[بحاجة لمصدر]

إلهامات 

تم استعارة النجمة الآشورية في علم 1968 من الرمز القديم لآشور وبابل شمش.تم استعارة النجمة الآشورية في علم 1968 من الرمز القديم لآشور وبابل شمش.[14]
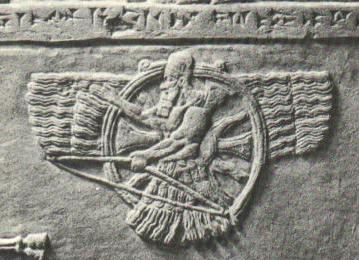
صورة الجني المجنح تعود إلى عهد الإمبراطورية الآشورية الحديثة في علم عام 1968.
نسخة منمقة لرمز الشمس شمش.
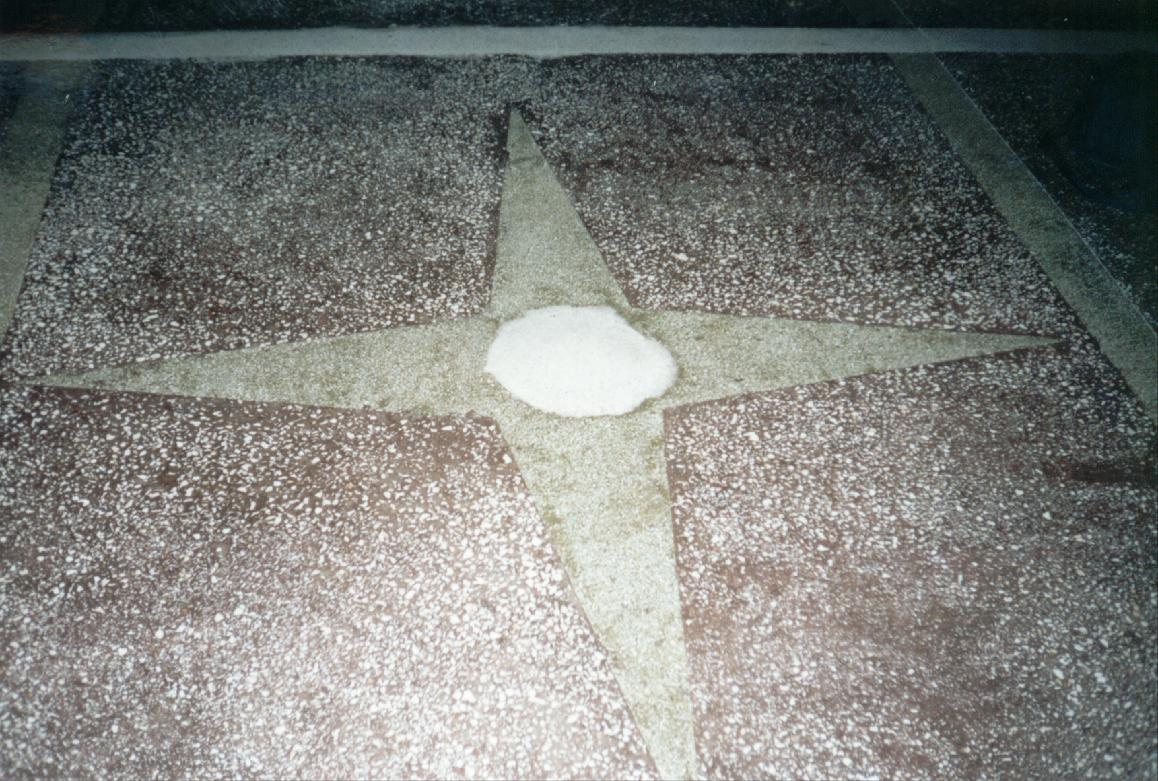
رمز النجمة في دير مار كبرئيل.

أعلام أخرى 

العلم الآرامي السرياني.[15]
العلم الكلداني، اعتمد في أواخر عام 1999.[16]
علم بألوان ثلاثة استخدمه حزب الاتحاد السرياني والمجلس العسكري السرياني الذي يمثل الشعب الاشوري السرياني في الإدارة الذاتية لشمال وشرق سوريا ضمن قوات سوريا الديمقراطية.[17]
شمل علم العراق (1959-1963) نجمة عشتار الحمراء رمزية للعرق الآشوري.

## روابط خارجية
- أصول العلم الآشوري ووصفه
- إدارة المعلومات الآشورية (AIM) - أصل ووصف العلم الآشوري
- وكالة الأنباء الآشورية الدولية (AINA)
- العلم الآشوري في أعلام العالم
- أصول العلم الآشوري ووصفه